# Nothofagus discoidea
Nothofagus discoidea là một loài thực vật thuộc họ Nothofagaceae. Đây là loài đặc hữu của New Caledonia.